# Пет невести (филм)
Пет невести (на руски: Пять невест) е руска комедия от 2011 година на режисьора Карен Оганесян.

## Сюжет
През май 1945 година всички ликуват заради края на войната. Група руски летци се намират в Берлин, очаквайки да бъдат освободени и да се завърнат у дома. Но никой не бърза да ги пусне. Те започват да се изнервят, че всички хубави момичета ще бъдат заети до тяхното завръщане в родината. В този момент, късметът спохожда един от тях, получавайки командировка до родната си страна. Останалите летци изюмислят план, в който той да намери пет невести, за които да се ожени с пълномощно от останалите, при това за едно денонощие.

## Актьорски състав
- Данил Козловски
- Елисавета Боярска
- Артур Смолянинов
- Светлана Ходченкова
- Владимир Яглич
- Юлия Пересилд
- Александр Лойе
- Ксения Роменкова
- Хорен Левонян
- Ирина Пегова
- Марина Голуб
- Андрей Федорцов
- Анна Табанина
- Михаил Горевой
- Валери Золотухин